# Casamassima
Casamassima község (comune) Olaszország Puglia régiójában, Bari megyében.

## Fekvése
Baritól délre, a Murgia-fennsíkon fekszik.

## Története
A város első írásos emléke 920-ból származik, viszont eredete a 7-8. századra, a longobárd fennhatóság idejére tehető. II. Frigyes, a normann grófokkal vívott háborúja idején kifosztotta várost, majd VI. Henrik 1195-ben a Massimi nemesi családnak ajándékozta a környező területetkkel együtt.
1348-ban magyar csapatok fosztották ki és ugyanebben az évben a Tarantói Hercegség fennhatósága alá került. Ezek után a várost az Orsini, Acquaviva, Caracciolo nemesi családok uralták 1806-ig, amikor Bonaparte József, nápolyi uralkodó felszámolta a királyságban a feudális birtokokat, önállóságot biztosítva a településeknek.

## Népessége
A lakosság számának alakulása:

## Főbb látnivalók
- az Árnyékok Íve, amelyet szellemek találkozási helyeként tartanak számon. A sors iróniája, hogy boltív felett volt a város első orvosának a lakása.
- a San’Angelo-apátság a 11. század elején épült bencés szerzetesek számára.
- a Szűzanya-templom harangtornya, mely minden reggel ötórakor megszólal
- a 17. században épült Madonna di Carmine-templom

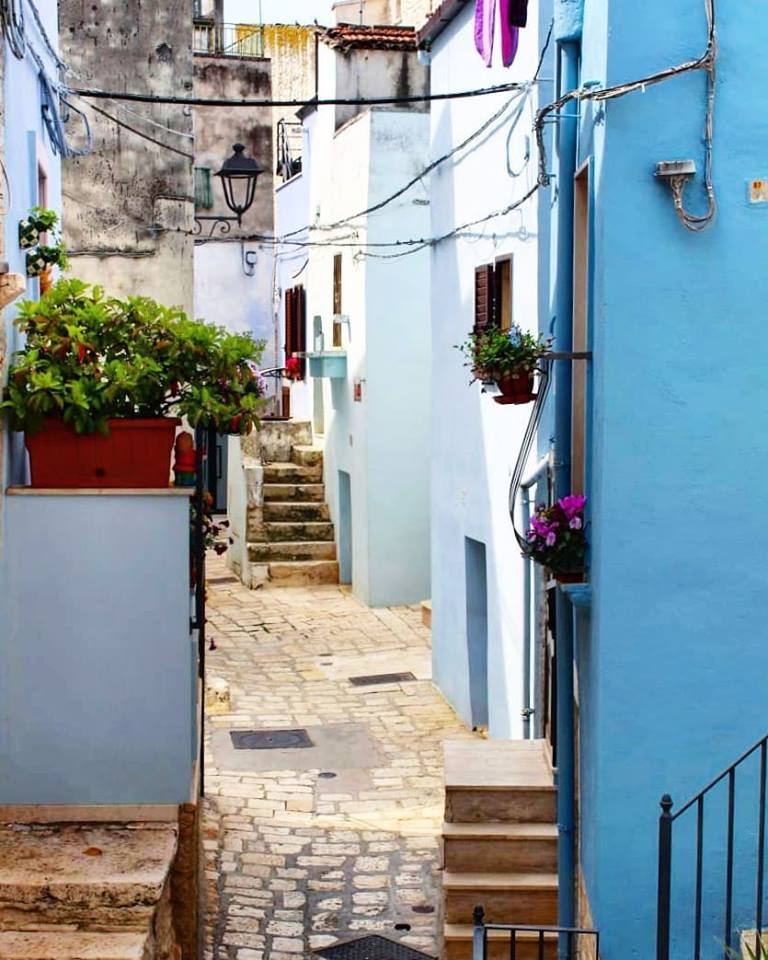
Via Paliodoro
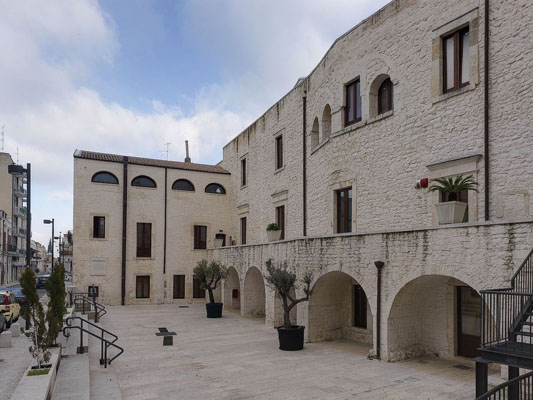
Palazzo Monacelle
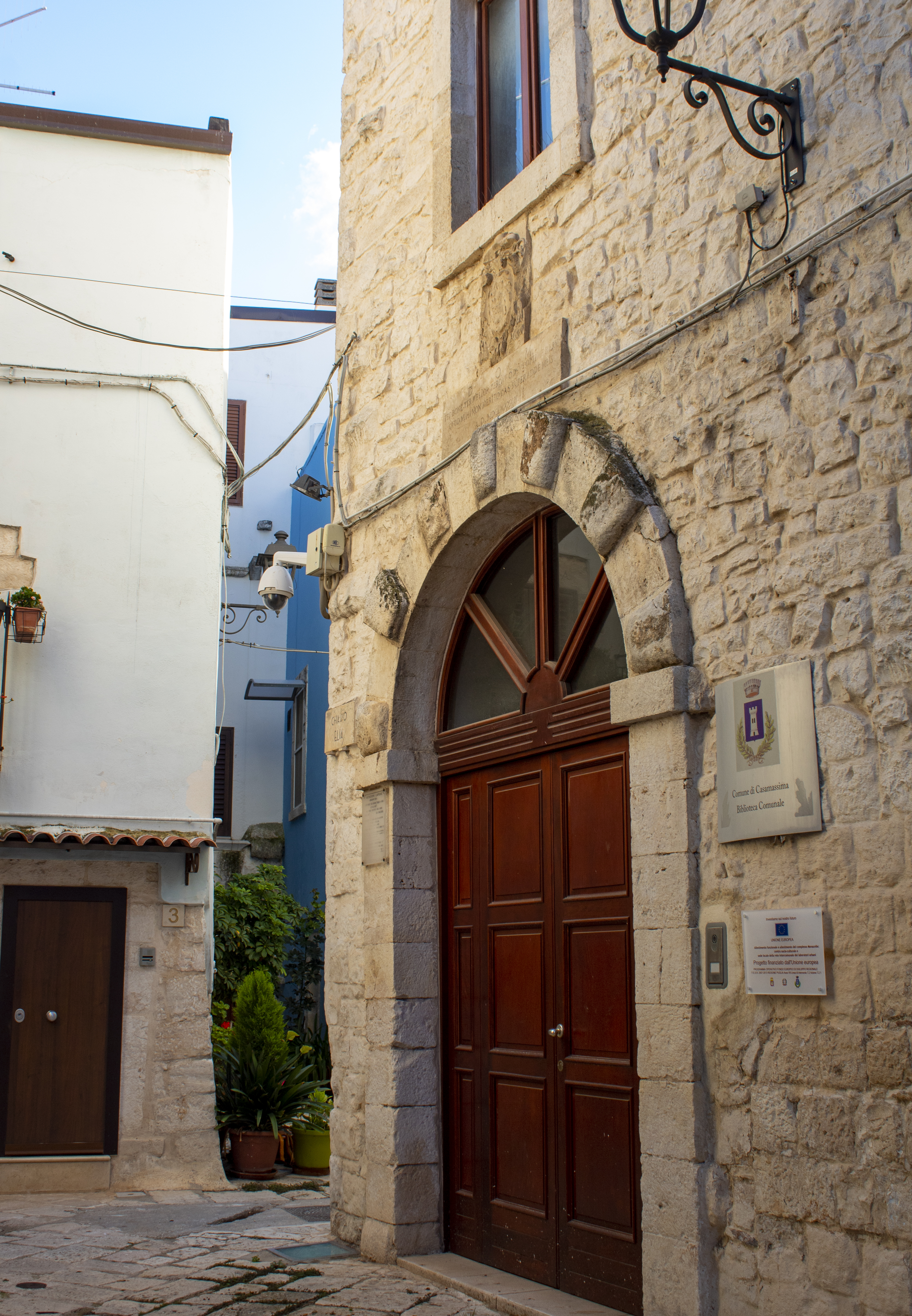
Borgo Antico bejáratja
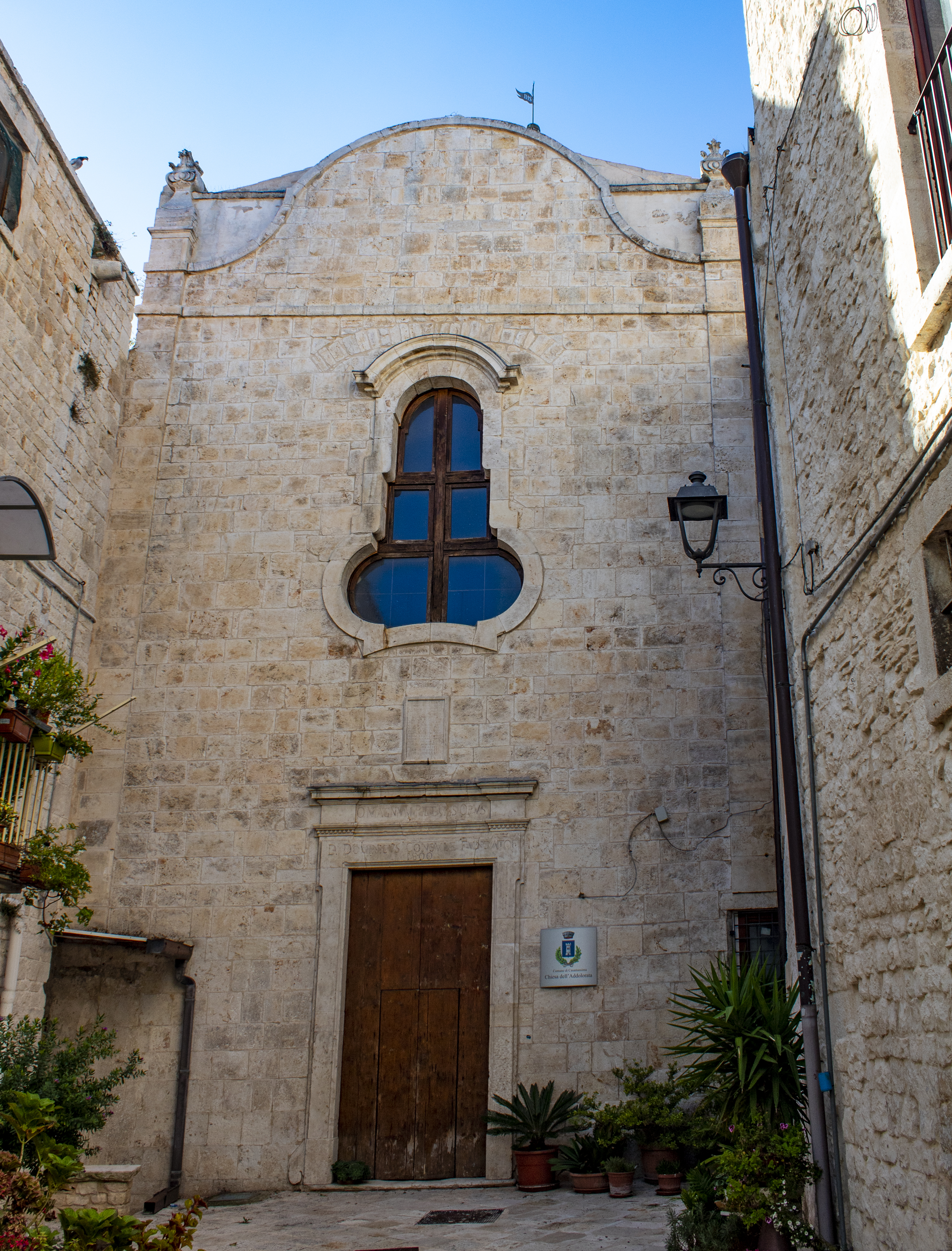
Auditorium Chiesa dell'Addolorata
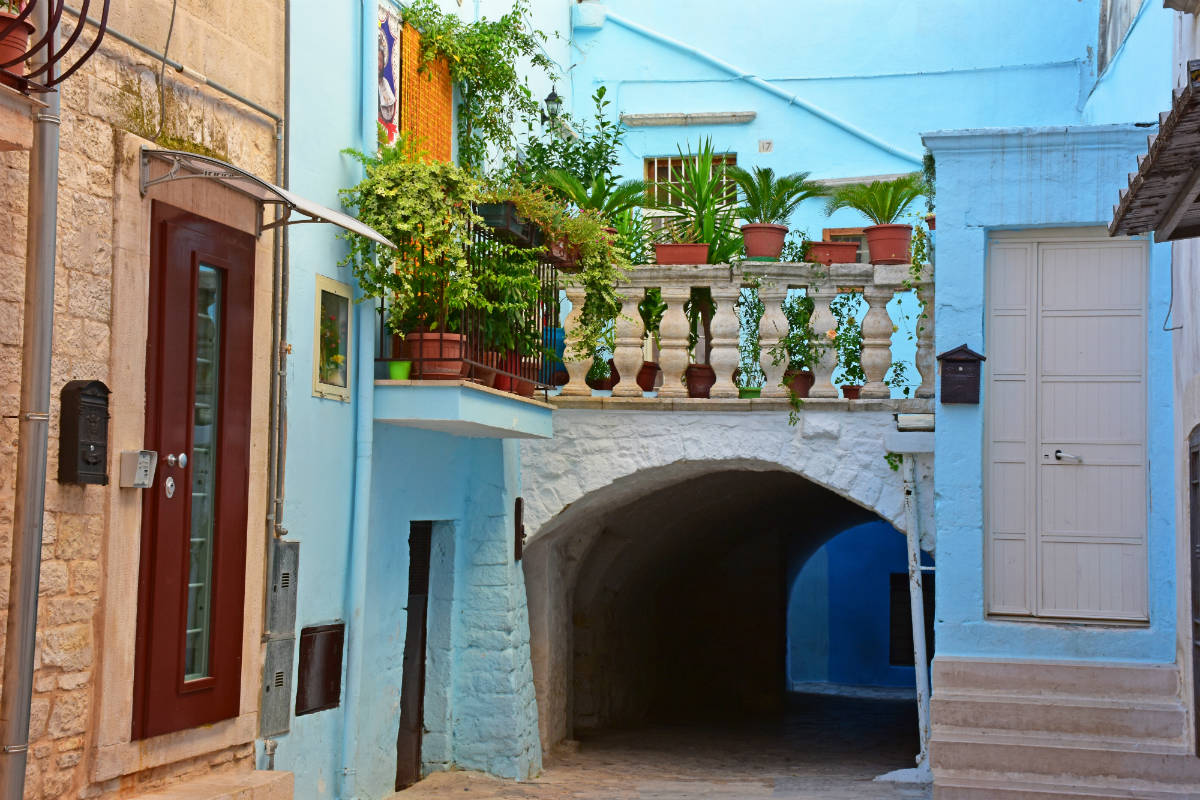
Arco delle Ombre
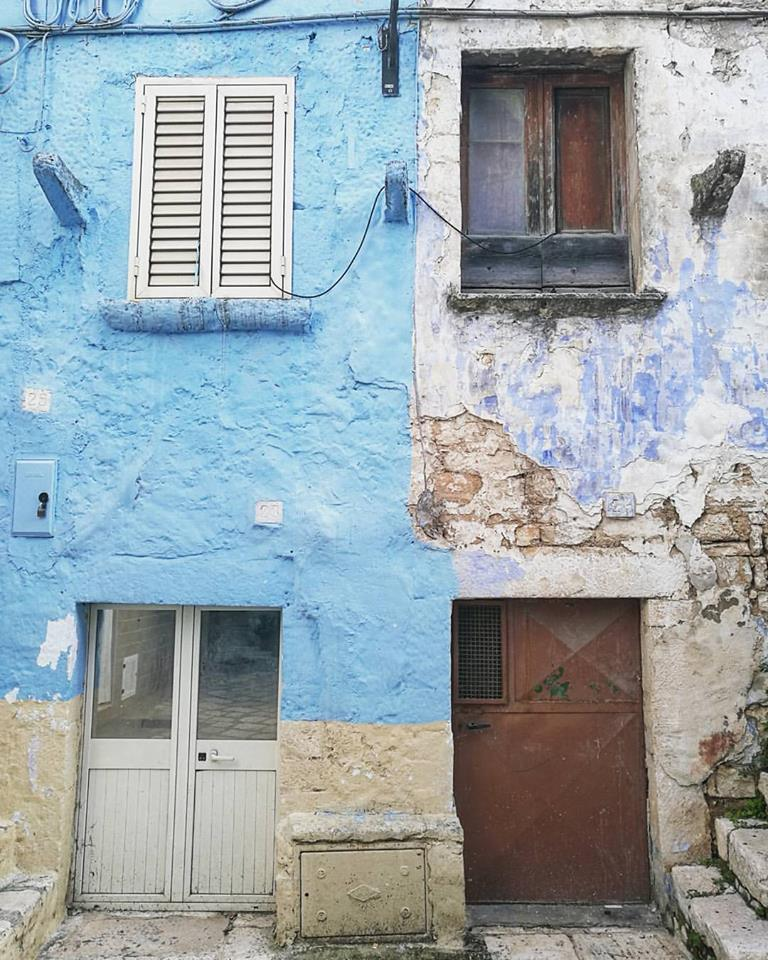
Via Scesciola

## Közlekedés
Casamassimának vasútállomása működik 1905-től a Bari–Casamassima–Putignano-vasútvonalon.
Az A14-es autópálya a településtől nyugatra halad.